# Olloix
Olloix település Franciaországban, Puy-de-Dôme megyében. Lakosainak száma 325 fő (2022. január 1.). Olloix Cournols, Ludesse, Montaigut-le-Blanc, Saint-Nectaire, Saint-Sandoux és Saint-Saturnin községekkel határos.

## Népesség
A település népességének változása:
| Lakosok száma | 318  | 317  | 325  | 315  | 313  | 313  | 312  | 318  | 325  |
|               | 2013 | 2015 | 2016 | 2017 | 2018 | 2019 | 2020 | 2021 | 2022 |